# Alb Negru

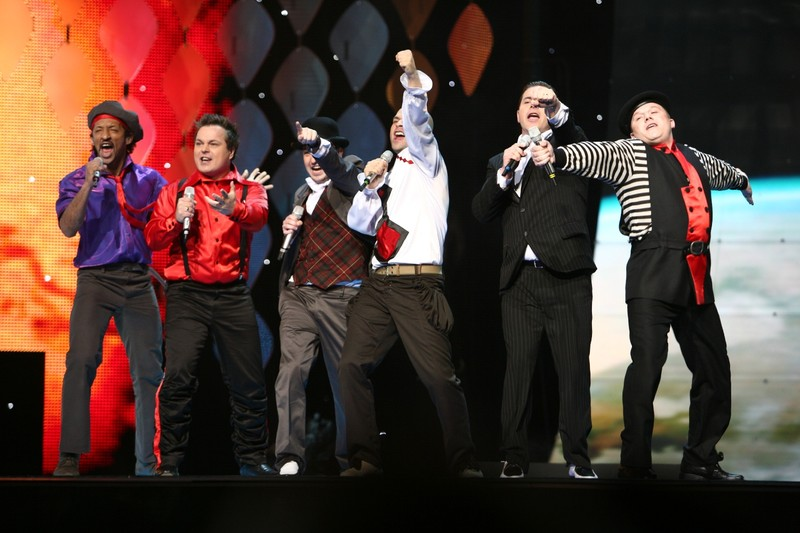
Membrii formației Alb Negru, Kamara (primul din stânga) și Andrei (în centru în alb), la Eurovision 2007 ca parte a formației Todomondo
Alb Negru – 21 de ani de muzică și prietenie pe scena pop românească

Trupa Alb Negru, formată din Kamara Ghedi și Andrei Ștefănescu, este una dintre cele mai longevive prezențe din industria muzicală românească. Cei doi artiști și-au făcut debutul în 2004 pe scena Festivalului de la Mamaia, unde s-au remarcat rapid prin stilul lor distinct și chimia artistică. Doi ani mai târziu, reveneau pe aceeași scenă cu piesa Hello (Muza mea), care le-a adus Premiul de Excelență Artistică „Mădălin Voicu”.

În 2007, alături de proiectul muzical Todomondo, Alb Negru câștigă finala națională a concursului Eurovision și reprezintă România la Helsinki, clasându-se pe locul 13 din 41 de țări participante – un rezultat notabil pentru acea ediție.
Cu un palmares impresionant ce include 5 albume de studio, 32 de single-uri și 30 de videoclipuri, Kamara și Andrei au colaborat, de-a lungul carierei, cu nume importante ale scenei autohtone: Andra, What's Up, Nico, Andreea Bănică, Paula Seling, Horia Brenciu, Diana Enache și Vlad Crețu. Una dintre cele mai de succes și longevive colaborări a fost cea cu Ralflo & Rareș, alături de care au lansat peste 11 piese.
După 21 de ani de activitate neîntreruptă, Alb Negru rămâne un simbol al prieteniei, perseverenței și pasiunii pentru muzică. Povestea lui Kamara și Andrei continuă cu aceeași energie și dedicare care i-a consacrat încă de la început.

## Kamara Ghedi
Kamara Ghedi a crescut în Guineea franceză și a copilărit în Drumul Taberei.
Are patru frați în țări diferite și se mândrește cu o descendență princiară.
Tatăl său era originar din Guineea Franceză și a murit în România, la doar 32 de ani.
De atunci, mama lui, româncă cu origini grecești, s-a mutat definitiv în Guineea.
În decembrie 2012, Kamara s-a căsătorit cu Oana Hănțoiu.
Albume
- En Garde! Label: MediaPro Music (2004)
- Passion Label: MediaPro Music (2005)
- Hello! ‎Label: MediaPro Music (2006)
- Kalimba Label: MediaPro Music (2008)
- TENtații Label: Cat Music  (01.10.2014)

## Single-uri
- Noi doi - 2004
- Fără sens - 2005
- Lasă-te iubită - 2006
- Hello - 2006
- Fierbinte - 2007 (feat Andra)
- Kalimba - 2008
- Amintiri - 2009
- Charisma - 2010
- Magical - 2010
- Spotlight - 2011
- Mi-e sete de tine - 2012 (feat Ralflo & Rareș)
- Mi-e sete de tine (Acoustic)  - 2012 (feat Ralflo & Rareș
- Zile - 2012 (feat Ralflo & Rareș)
- Colegi de cameră - 2013
- Dubii - 2014
- Tentații - 2014
- Love, Love - 2015 (feat Ralflo & Rareș)
- What you Want - 2016
- N-am bani - 2016 ( feat. Ralflo )
- Nunta - 2017 ( feat. Save )
- Ia-ma asa - 2018
- Ela - 2018 (feat Ralflo & Rareș)
- Luna - 2019
- Pierzatori - 2020 (feat Ralflo & Rareș)
- Amandoi - 2020 (feat Ralflo & Rareș)
- Vremuri noi - 2020 (feat Ralflo & Rareș)
- Joc Periculos - 2021 ( feat. Diana Enache)
- Când Soarele răsare - 2021
- Taci inimă - 2022
- Pe Pielea ta - 2023 (feat. Ralflo & Rareș)
- Laya - 2023 (feat. Ralflo & Rareș)
- Hey, Domnișoară - 2024 (feat. Whats'Up)